# Małgorzata z Nawarry

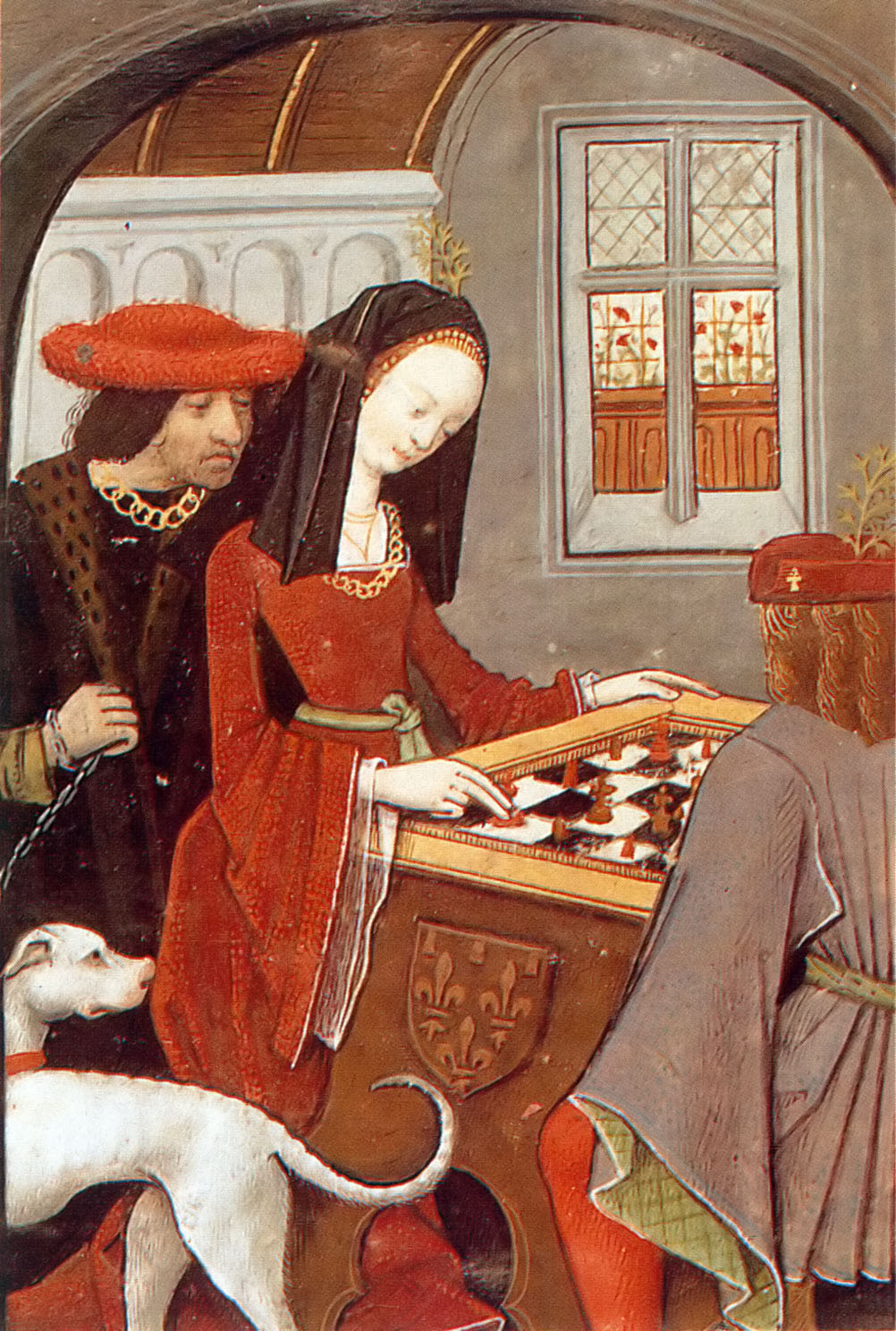
Rodzice Małgorzaty – Ludwika Sabaudzka i Karol d’Angoulême

Małgorzata z Nawarry, Małgorzata z Angoulême (ur. 11 kwietnia 1492 w Angoulême, zm. 21 grudnia 1549 w Odos) – małżonka króla Henryka II z Nawarry i królowa tego państwa. Jako patronka humanistów i reformatorów oraz autorka literacka, była wybitną postacią francuskiego renesansu. Samuel Putnan nazwał ją pierwszą nowoczesną kobietą.

## Życiorys
Ojciec Małgorzaty, Karol Orleański, hrabia Angoulême, był bezpośrednim potomkiem Karola V i odziedziczyłby koronę gdyby zarówno Karolowi VIII i przypuszczalnemu potomkowi, Ludwikowi, księciu orleańskiemu, nie udało się spłodzić męskiego potomka. W roku 1488 Karol ożenił się z piętnastoletnią Ludwiką Sabaudzką – uważaną za jedną z najinteligentniejszych kobiet we Francji. Ludwika nazwała swoją pierwszą córkę Małgorzatą po jej matczynej babce, Małgorzacie de Burbon (córce Karola I, księcia Burbonii).
Dwa lata po narodzinach Małgorzaty, cała rodzina przeniosła się z Angoulême do Cognac, „gdzie włoskie wpływy były ogromne, a Boccaccio był tylko trochę mniej ważny od boga”. Jej brat, Franciszek, który stać się miał królem Francji Franciszkiem I, urodził się tam 12 września 1494. Dzięki swojej matce, Małgorzata uczyła się u znakomitych nauczycieli od najwcześniejszych lat. Kształciła się w łacinie oraz czytała Biblię i dzieła Sofoklesa w tym języku. Młoda księżniczka nazywana była „mecenasem uczonych królestwa swego brata”.
Ludwika Sabaudzka owdowiała w wieku dwudziestu lat, gdy córka miała cztery lata. Roczny syn był już wtedy (z powodu śmierci ojca) możliwym sukcesorem tronu francuskiego. Kiedy Małgorzata miała dziesięć lat, Ludwika starała się zeswatać ją z księciem Walii, późniejszym królem Anglii – Henrykiem VIII, ale mariaż ten nie doszedł do skutku.
Ktoś napisał o Małgorzacie, że bardziej potrzebowała kochać niż być kochaną. „Człowiek, który nigdy nie kochał miłością doskonałą jakiejś istoty na tym świecie nigdy nie dostąpi doskonałej miłości Boga” – pisała. Możliwe, że jedyną prawdziwą miłością jej życia był Gaston de Foix, siostrzeniec króla Ludwika XII. Jednak Gaston wyjechał do Włoch gdzie zginął jako bohater Rawenny, kiedy to Francuzi pokonali połączone siły hiszpańskie i papieskie.
Małgorzata w wieku siedemnastu lat została wydana za dwudziestoletniego wtedy Karola, księcia Alençon, z inicjatywy Ludwika XII (który również zaaranżował małżeństwo jego dziesięcioletniej córki, Klaudii, z Franciszkiem). Ta czarująca, inteligentna i wyróżniająco dobrze wyedukowana dziewczyna została zmuszona do poślubienia miłego, ale całkowicie niewykształconego mężczyzny, z powodów politycznych została przehandlowana, aby uratować królewską dumę Ludwika i zachować hrabstwo Armagnac w rodzinie.
Po śmierci pierwszego męża w 1525, Małgorzata wyszła za Henryka II, króla Nawarry. Urodziła mu córkę, Joannę d’Albret (królową Nawarry, żonę Antoniego de Burbon-Vendôme i matkę króla Francji Henryka IV).
Jej pierwszy i jedyny syn, Jan, urodził się w Blois w lipcu 1530 roku, kiedy Małgorzata miała 38 lat i według szesnastowiecznych standardów wkraczała już w wiek podeszły. Dziecko zmarło jednak w Dzień Bożego Narodzenia tego samego roku. Uczeni wierzą, że to właśnie jej żal spowodował rozpoczęcie prac nad jej najbardziej kontrowersyjnym dziełem, Miroir de l'âme pécheresse (Zwierciadło grzesznej duszy) w roku 1531. Teolodzy z Sorbony potępili utwór jako herezję, a jeden z mnichów powiedział, że Małgorzata powinna zostać zamknięta w torbie i wrzucona do Sekwany. Studenci z Uczelni Nawarry wyszydzali ją w sztuce jako „wściekłość piekieł”. Jej brat wymusił jednak unieważnienie zarzutu i przeprosiny z Sorbony.
Małgorzata stała się najbardziej, po jej matce, wpływową kobietą we Francji, kiedy jej brat został koronowany jako Franciszek I w 1515. Jej komnaty były znane jako „Nowy Parnas”. Pisarz, Pierre Brantôme, napisał o niej: „Była wspaniałą księżną. W dodatku, była bardzo miła, grzeczna, uprzejma, hojna, rozrzutna w jałmużnach i przyjazna dla wszystkich”. Humanista holenderski, Erazm z Rotterdamu, pisał: „Od długiego czasu wielbię wszystkie dary, które Bóg na ciebie zesłał: rozsądek godny filozofów, cnotliwość, umiarkowanie, pobożność, ogromną siłę charakteru oraz godne pozazdroszczenia lekceważenie wszystkich próżności tego świata. Któż mógłby się oprzeć wielbieniu takich cech w królewskiej siostrze, tak rzadkich nawet wśród kleryków i mnichów?"
Napisała wiele poematów, sztuk oraz jeden zbiór opowiadań, Heptameron. Anna Boleyn, zanim została drugą żoną króla Henryka VIII, była damą dworu u Małgorzaty, która dała jej skrypt swojego najbardziej kontrowersyjnego poematu – Zwierciadło grzesznej duszy. Później, córka Anny, Elżbieta (przyszła Elżbieta I) w wieku dwunastu lat przetłumaczyła to dzieło na język angielski.
Jako patronka sztuk, Małgorzata przyjaźniła się i chroniła wielu artystów i pisarzy, m.in. François Rabelais (1483–1553), Clementa Marota (1496–1544), i Pierre’a Ronsarda (1524–1585). Była ona również mediatorką pomiędzy kościołem rzymskokatolickim a protestantami (włączając w to Kalwina). Pomimo że była zwolenniczką reform w Kościele, nigdy nie została kalwinistką. Starała się jednak jak mogła pomóc w ochranianiu protestantów i wszelkimi możliwymi sposobami odradzała Franciszkowi I nietolerancję.
Czasy nietolerancji religijnej nadeszły już po jej śmierci. Było sześć „wojen katolickich”, włączając w to straszliwą Noc Świętego Bartłomieja roku 1572. Amerykański historyk Will Durant pisał: „Za czasów Małgorzaty renesans i reformacja przez pewną chwilę były jednym. Jej wpływ sięgał wszystkich zakątków Francji. Każdy wolny duch patrzył na nią jak na protektorkę i ideał. Była ucieleśnieniem dobroci i hojności. Chodziłaby tylko ulicami Pau pozwalając każdemu na zbliżenie się do niej i wysłuchiwałaby żalów wszystkich ludzi.” Sama siebie nazywała „przewodniczką biednych ludzi”. Henryk, jej mąż, król Nawarry, wierzył w to co robiła nawet do tego stopnia, że zarządził modernizację systemu robót publicznych tak, aby przypominał francuski. Razem z Małgorzatą finansował biednych studentów.
Jules Michelet (1798-1874), najbardziej szanowany historyk swoich czasów, pisał o niej: „Zawsze pamiętajmy tę delikatną Królową Nawarry, w której ramionach nasi ludzie, uciekając od więzienia lub stosu, znajdowali bezpieczeństwo, honor i przyjaźń. Chwała tobie, Matko naszego renesansu! Twoje serce, gniazdo naszej wolności."
Pierre Bayle (1647-1706), francuski filozof, autor Dictionnaire historique et critique (Słownik historyczny i krytyczny, 1697), dzieła, które zainspirowało encyklopedystów i racjonalnych filozofów wieku osiemnastego, takich jak Wolter lub Diderot, cenił ją wysoko i pisał o niej w te słowy: „(...) królowa która gwarantowała schronienie ludziom (...); otworzyła dla nich sanktuarium; chroniła ich przed płomieniami; (...) aby wybawić ich od kłopotów i niewygód ich wygnania była heroiczną wspaniałomyślnością bez precedensu (...)”.
Najbardziej znaczącą przygodą Małgorzaty było oswobodzenie jej brata, króla Franciszka, schwytanego po bitwie o Pawię w 1525 i przetrzymywanego jako więźnia przez Karola V, cesarza Świętego Narodu Niemieckiego (który swego czasu był pretendentem do ręki Małgorzaty). W krytycznym okresie negocjacji, Małgorzata jechała konno po dwanaście godzin na dobę przez wiele dni, aby uporać się ze wszystkim przed nieprzekraczalnym terminem, a listy pisząc w nocy.
Leonardo da Vinci (1452-1519) zmarł jako gość Małgorzaty i jej brata, jakiś czas po zaprojektowania dla nich willi.